# Władysław Grabski

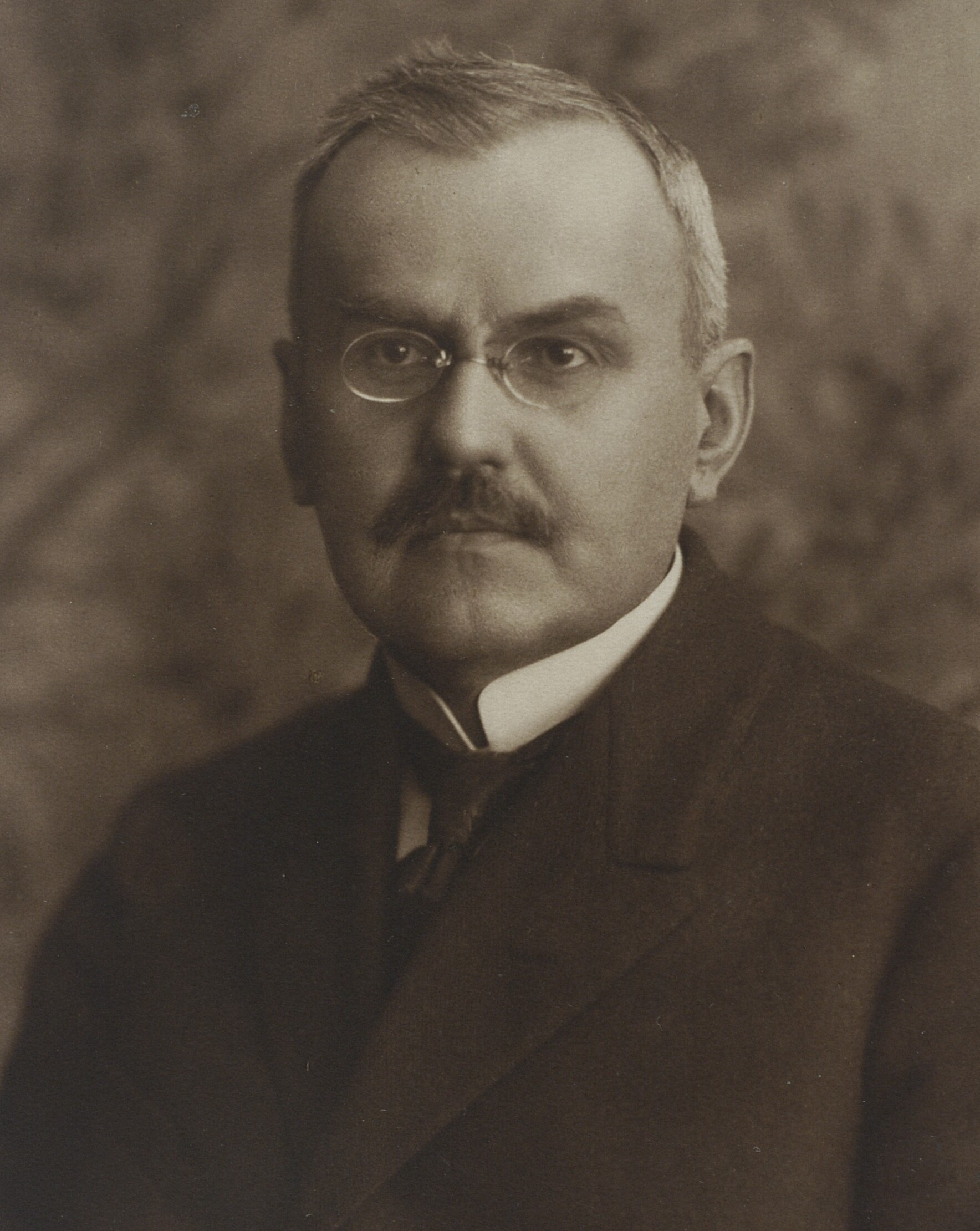
Władysław Grabski

Władysław Dominik Grabski (7 juli 1874 – 3 maart 1938) was een Pools politicus en premier van zijn land in 1920 en van 1923 tot 1925.
Hij maakte in 1924 een einde aan de hyperinflatie van de Poolse mark en voerde een nieuwe munteenheid in, de zloty, ter waarde van 1.800.000 mark. De nieuwe zloty (betekent: gulden) was gekoppeld aan het goud en evenveel waard als de Zwitserse frank.
- Bibliothèque nationale de France: cb127705594 (data)
- CiNii: DA03691076
- Gemeinsame Normdatei: 118936387
- International Standard Name Identifier: 0000 0001 1685 1430
- Library of Congress Control Number: n87917484
- Nationale Bibliotheek van Tsjechië: mzk2004221631
- Nationale bibliotheek van Australië: 35133930
- Nationale Bibliotheek van Israël: 987007274726305171
- LIBRIS: 262255
- Système universitaire de documentation: 110530446
- Trove: 836960
- Virtual International Authority File: 91572014
- WorldCat: E39PBJrGvfCjbMqybCVMPdY9Dq